# Séphora Pondi
Séphora Pondi, née en 1992 à Genevilliers (Hauts-de-Seine), est une comédienne française, pensionnaire de la Comédie-Française.

## Biographie

### Enfance et adolescence
Séphora Pondi grandit en banlieue parisienne avec des parents, d'origine camerounaise, qui sont professeurs de gestion et de comptabilité en lycée professionnel. À force de déménagements, elle raconte qu'elle a vécu dans « toutes les banlieues populaires de Paris, ou presque ».
Elle a la révélation du théâtre en jouant à l'âge de six ans la pièce Les Sardines grillées dans une MJC du Val-de-Marne. Elle passe son temps dans les bibliothèques municipales.
Au lycée, elle s'inscrit à l’atelier de théâtre ouvert par une surveillante de l’établissement. À cette époque, elle nourrit « tout un fantasme autour de la classe de théâtre, qu'[elle] imagine peuplée de gens chelous auxquels [elle s]’identifie », s'amuse-t-elle plus tard.

### Des études de lettres au métier de comédienne
Au sortir du bac, Séphora Pondi s'inscrit en fac de lettres mais abandonne rapidement pour se consacrer au théâtre, malgré un soutien familial minimal. En 2012, elle entre à l'école départementale de théâtre (EDT91), puis à l'École régionale d'acteurs de Cannes, dont elle sort en 2017.
Elle entend parler, par la surveillante qui lui a enseigné les rudiments du théâtre classique et qui est restée son amie, du programme « Premier acte », porté par Stanislas Nordey au théâtre national de la Colline, qui forme de jeunes talents issus de la diversité (comme avant elle Lyna Khoudri ou Dali Benssalah). Lors de l’audition, elle interprète un poème de Maïakovski. Elle intègre le programme d’ateliers de travail avec des artistes professionnels.
Elle se fait remarquer dans des rôles de femmes insoumises, comme lorsqu'elle joue dans Désobéir de Julie Berès en 2017 (Éric Ruf, administrateur général de la Comédie-Française, la repère pendant les représentations de cette pièce), puis dans Au Bois, au théâtre national de la Colline.
Elle devient pensionnaire de la Comédie-Française en 2021,, et y joue alors dans 7 minutes, pièce chorale de Stefano Massini, mise en scène par Maëlle Poésy, où 11 femmes tentent de sauver leur usine. Elle endosse ensuite le rôle de Kent dans Le Roi Lear de Shakespeare, mis en scène par Thomas Ostermeier. Au Théâtre du Vieux-Colombier en 2022, elle joue avec Claire de La Rüe du Can une variation sur Les Précieuses ridicules,.
En 2023, elle joue le personnage éponyme de Médée, mise en scène par Lisaboa Houbrechts à la Comédie Française.

## Filmographie
- 2023 : Avant l'effondrement, long-métrage d’Alice et Benoît Zeniter. Rôle : Mati
- 2022 : Grand Prix, long-métrage de Jan Prusinovský. Rôle : Gabrielle
- 2022 : HLM Story, série télévisée de Baptiste Filleul. Rôle : Sylvie
- 2022 : La dégustation, long-métrage d'Ivan Calbérac. Rôle : la collègue sage-femme
- 2022 : Weekend Family, série télévisée de PEF et Sophie Reine. Rôle : Cora
- 2021 : Quelle misère, court-métrage d’Ifig Brouard
- 2017 : Ta bouche mon paradis, court-métrage. Rôle : Tania

## Théâtre
- 2024 : Trois fois Ulysse, de Claudine Galea, mise en scène par Laëtitia Guédon. Rôle : Calypso
- 2024 : Culottées, d’après Pénélope Bagieu, adapté par Rachel Arditi et Justine Heynemann, mise en scène par Justine Heynemann. Rôles : Clémentine Delait, Joséphine Baker, Margaret Hamilton
- 2023 : Médée, de Corneille, mise en scène par Lisaboa Houbrechts. Rôle : Médée
- 2022 : Le Roi Lear, de William Shakespeare mis en scène par Thomas Ostermeier. Rôle : Kent
- 2022 : Les Précieuses ridicules, de Molière mis en scène par Sébastien Pouderoux et Stéphane Varupenne
- 2022 : Le médecin volant, de Molière mis en scène par Géraldine Martineau. Rôle : Sabine, cousine de Lucile
- 2021 : 7 minutes, de Stefano Massini et Maëlle Poésy
- 2018 : Au bois, de Claudine Galéa mis en scène par Benoît Bradel . Rôle : La Petite Sublime
- 2017 : Désobéir, de Julie Berès

## Doublage
- 2024 : Lost Boys and Fairies : Llinos (Mali Ann Rees) (mini-série)